# Conistra rubigo
Conistra rubigo är en fjärilsart som beskrevs av Jules Pièrre Rambur 1871. Conistra rubigo ingår i släktet Conistra och familjen nattflyn. Inga underarter finns listade i Catalogue of Life.